# Estadio La Granja
L'Estadio La Granja est un stade de football localisé à Curicó au Chili.
Le Club de Deportes Provincial Curicó Unido joue ses matchs dans ce stade.

## Histoire
En 2017, le stade accueille des matchs du championnat de la CONMEBOL des moins de 17 ans.